# Martín Fierro: la película
Martín Fierro: la película, también conocida como Fierro, es una película argentina de animación y acción de 2007 dirigida por Liliana Romero y Norman Ruiz. Está basada en el poema narrativo clásico El Gaucho Martín Fierro, de José Hernández, más conocido simplemente como Martín Fierro.
El guion, diseño de personajes, los dibujos y el aspecto visual del filme fueron realizados en gran parte por Roberto Fontanarrosa, en uno de sus últimos trabajos antes de su fallecimiento. Se estrenó el 8 de noviembre de 2007.

## Sinopsis
La película es una recreación de la primera parte del libro nacional clásico de la Argentina, el poema gauchesco Martín Fierro, escrito por José Hernández en 1872. Cuenta la historia de un gaucho llamado Martín Fierro, que es llevado por el gobierno a la fuerza para integrar las milicias y luchar contra los indios en la frontera. Pasado un largo tiempo, Fierro vuelve a sus pagos, pero ha perdido a su familia y su rancho. La pena y la rabia lo llevan a volverse un "gaucho matrero", es decir, un gaucho fuera de la ley, y luego de cometer algunos crímenes es perseguido por la policía. Sin embargo, Fierro no se rinde, y planta lucha en cada oportunidad.

## Reparto
- Daniel Fanego ... Martín Fierro
- Héctor Calori ... coronel Machado
- Juan Carlos Gené ... juez de paz
- Claudio Gallardou ... sargento Benítez
- Claudio Rissi ... sargento Cruz
- Roly Serrano ... gaucho Matrero
- Gabriel Rovito
- Claudio Da Passano
- César Bordón

## Premios

### Premios Cóndor de Plata
| Categoría                       | Receptor                                               | Resultado |
| ------------------------------- | ------------------------------------------------------ | --------- |
| Mejor Largometraje de Animación | Liliana Romero y Norman Ruiz                           | Nominada  |
| Mejor Guion Adaptado            | Roberto Fontanarrosa, Horacio Grinberg y Martín Méndez | Nominada  |
| Mejor Sonido                    | Mauro Lázzaro                                          | Nominado  |